# アラン・B・カラマー
アラン・B・カラマー（Allan B. Calhamer 1931年12月7日 - 2013年2月25日）はアメリカ合衆国の郵便配達人で、ボードゲーム「ディプロマシー」の考案者である。
カラマーは、ディプロマシーのアイデアを13歳（1945年）に読んだ雑誌『ライフ』に掲載されていたウィーン会議の記事から得たと答えている。カラマーの少年時代からの友人であるゴードン・レヴィット(Gordon Leavitt)は、「屋根裏で発見した第1次世界大戦前オーストリア＝ハンガリー帝国の古い境界線が書かれたのヨーロッパの地図が載っている地理書」について言及している。
カラマーは1953年にはハーバード大学でBachelor of Arts（美術学士号）を取得した。翌1954年にハーバード・ロー・スクール（法科大学院）に進学した際に学んだシドニー・ブラッドショー・フェイの著作『The Origins of the World War』に刺激を受け、第1次世界大戦前の主要勢力を7人のプレイヤーで制御する戦略と同盟のゲームを考案した。カラマーはロースクールを修了できず、Sylvain Labsにシステム・アナリストとして雇われた。また、カラマーはしばしば自由の女神像の観光ガイドとしても働いている。
1959年、カラマーはハーバード・ロー・スクール時代に考案したゲームを「ディプロマシー」と名付け、500部のコピーを出版した。「ディプロマシー」は6ヶ月後に完売し、カラマーはゲームを出版社にライセンスした。翌年、「ディプロマシー」は北米でGames Research、アバロンヒル、ハズブロから発売され、アメリカ以外の国で様々な出版社に取りいくつもの別原語版が発売された。日本ではアバロンヒル版が輸入されルールの翻訳をホビージャパンが行っている。
「ディプロマシー」は、1963年には既に対面ではなく手紙で遊ばれるようになり、やがて電子メールを介して、インターネットを利用したインターネット・ディプロマシーとしても遊ばれるようになった。
カラマーは1999年に『Calhamer on Diplomacy: The Boardgame "Diplomacy" and Diplomatic History』という本を出版しているが、ゲーム・デザインでは身を立てておらず、1990年代には郵便配達人の仕事に就いており、亡くなる前の数年間はイリノイ州ラ・グレンジ・パークで暮らしていた。

## 著書目録
- Military Intelligence (1960)
- On Strengthening the hand of Austria-Hungary (1960)
- The Tactics of Diplomacy (1961)
- A Dozen Years of Diplomacy (1966)
- On the Play of Postal Diplomacy by Allan Calhamer (1966)
- The Invention of Diplomacy (1974)
- Across the Whole Board (1974)
- Objectives Other Than Winning (1974)
- Introduction to Diplomacy (1975)
- The Coast of Moscow